# Charlotte M. Taylor
Charlotte M. Taylor ( * 1955- ) es una botánica estadounidense.
En 1978 obtiene su B.S. en la Universidad de Míchigan. Su M.Sc. en 1982 y su Ph.D. en 1987 en la Duke University.
Es investigadora y curadora del Missouri Botanical Garden, St. Louis; y profesora adjunta de la Universidad de Misuri.
- La abreviatura «C.M.Taylor» se emplea para indicar a Charlotte M. Taylor como autoridad en la descripción y clasificación científica de los vegetales.[1]